# Ricketts Glen State Park
Ricketts Glen State Park is een park in de counties Columbia County, Luzerne en Sullivan in de Amerikaanse staat Pennsylvania. Het park trekt elk jaar bijna 500.000 bezoekers en heeft een oppervlakte van 52,8 km².
Ricketts Glen is een nationaal park bekend om haar oerbos en 24 watervallen langs Kitchen Creek, die naar beneden stroomt via de Allegheny Plateau naar de Ridge-and-Valley Appalachen. Het park is in de buurt van de stad Benton nabij Pennsylvania Route 118 en Pennsylvania Route 484 en 4 gemeenten.
Ricketts Glen's land was ooit de thuisbasis van de Amerikaanse Indianen. Van 1822 tot 1827, werd er een tolweg gebouwd langs de PA-487 in wat nu het park is. De watervallen in het park waren een van de belangrijkste attracties voor een hotel tussen 1873 en 1903, genoemd naar de eigenaar van het hotel, R. Bruce Ricketts, die een spoor had gebouwd langs de watervallen.
Tijdens de jaren 90' van 19e eeuw was Ricketts' eigenaar van 320 vierkante kilometer grond in dit park en maakte zijn fortuin door deze grond volledig kaal te kappen. Hij behield ongeveer 810 ha bij de eerste kap in het bos. De zagerij was in het dorp Ricketts, ten noorden van het park. Na zijn dood in 1918, begonnen Ricketts' erfgenamen de grond te verkoop aan de staat van Pennsylvania.